# Brejo Alegre
Brejo Alegre este un oraș în São Paulo (SP), Brazilia.